# Pelvicachromis pulcher
Pelvicachromis pulcher és una espècie de peix de la família dels cíclids i de l'ordre dels perciformes.

## Morfologia

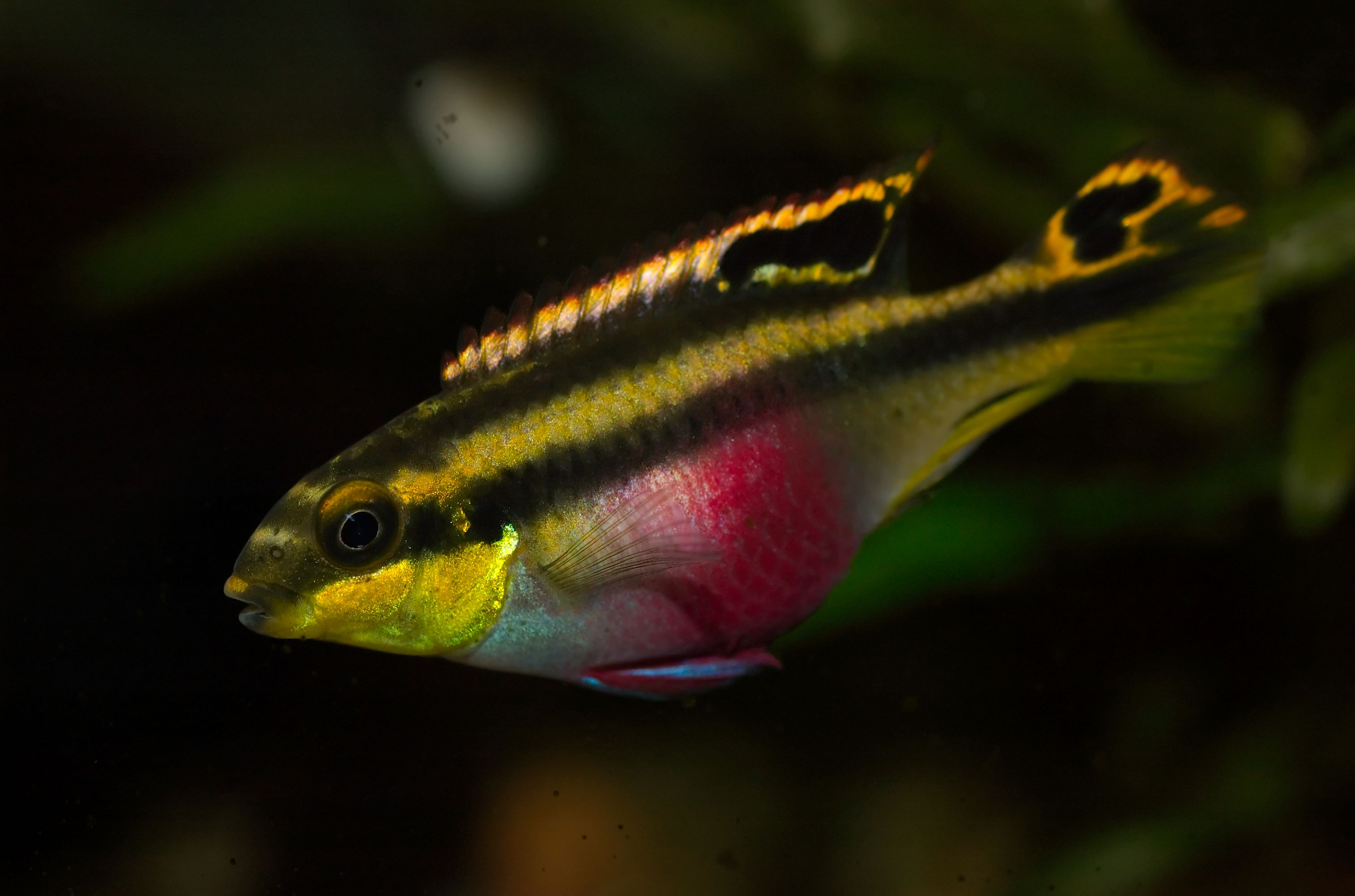
Exemplar femella

En estat salvatge, el mascle pot créixer fins als 12,5 centímetres i pesar 9,5 grams. Les femelles són més petites amb un cos més arrodonit, poden arribar a fer els 8,1 centímetres i pesar 9,4 grams. Els dos sexes tenen una franja longitudinal fosca que va de l'aleta caudal fins a la boca. A més a més, presenten l'abdomen vermellós, la intensitat del qual canvia durant el festeig i la reproducció. Les aletes dorsal i caudal poden tenir taques d'anells d'or oculars o ocels. Els mascles presenten polimorfismes quant al seu color depenent de localitat de cada població. Els joves no presenten cap dimorfisme sexual fins als 6 mesos d'edat.

## Distribució geogràfica i hàbitat
És natiu del sud de Nigeria i àrees costaneres de Camerun, on es troba en aigües calentes (24-26 °C), més aviat àcides (pH: 5.6-6.2) i toves. A més a més, es poden trobar poblacions de P. pulcher fora de la seva distribució original com per exemple a Hawaii, introduïdes artificialment a causa del comerç en el món de l'aquariofília.
Aquesta espècie viu tant en aigües lentes com ràpides, encara que només se'l trobarà en aquelles zones on trobi una densa vegetació disponible. Altres espècies que comparteixen l'hàbitat amb el P. pulcher inclouen altres espècies de Pelvicachromis (Pelvicachromis taeniatus), d'espècies de cíclids (Chromidotilapia guntheri, Hemichromis cristatus and H. fasciatus, Tilapia mariae and T. zilli) juntament amb espècies com la Brycinus longipinnis i altres del gènere Aphyosemion.
Entre els seus depredadors podem trobar els següents: el Hepsetus odoe, el Hydrocynus forskahlii, i la perca del Nil (Lates niloticus).
En el seu hàbitat natural, el P. pulcher se l'ha observat amagant-se en coves excavades sota les plantes i defensant-les, ja que les utilitzen per reproduir-se. Tot i això, no tots els P. pulcher són territorials i molts viuen en grans grups no reproductors.